# Мадуйка
Мадуйка — посёлок в Туруханском районе Красноярского края России.

## Географическое положение
Посёлок находится примерно в 95 км от центра района — села Туруханск, на берегу самого большого в Туруханском районе Мундуйского озера в нескольких десятках километров к северу от Полярного круга на месте старого кетского стойбища. Сегодня Мадуйка связана дорожным сообщением с пгт. Светлогорск, жители которого нередко посещают Мадуйское озеро для ловли рыбы.

## Климат
Климат резко континентальный, субарктический. Зима продолжительная. Средняя температура января −30˚С, −36˚С. Лето умеренно теплое. Средняя температура июля от +13˚С до +18˚С. Продолжительность безморозного периода 73 — 76 суток. Осадки преимущественно летние, количество их колеблется от 400 — .

## История
Поселок впервые упомянут в 1642 году.

## Население
Постоянное население поселка 45 чел. (2010, перепись). В 2002 г. 72 % жителей составляли кеты. Мадуйка остается единственным местом компактного проживания носителей северного диалекта кетского языка. 80 лет назад во время Приполярной переписи 1926—1927 гг. на берегах Енисея неподалеку от кетских стойбищ Мундуйского озера и нижнего течении реки Курейки (правого притока Енисея) располагались стойбища баишенских селькупов. Тесные кетско-селькупские контакты привели к ассимиляции местных селькупов кетами. Большинство сегодняшних жителей Мадуйки имеют в роду селькупских предков.
| 2010 |
| ---- |
| 45   |

## Экономика
Сельскохозяйственных предприятий нет. По хозяйственному назначению ранее это был вспомогательный участок Северо — Туруханского госпромхоза. Основной род занятий: звероводство и рыбный промысел. Из учреждений обслуживания в поселке имеются: дошкольное образовательное учреждение, ФАП и один магазин.